# Ammotrechula saltatrix
Ammotrechula saltatrix es una especie de arácnido  del orden Solifugae de la familia Ammotrechidae.

## Distribución geográfica
Se encuentra en México.